# Kimmo Pohjonen

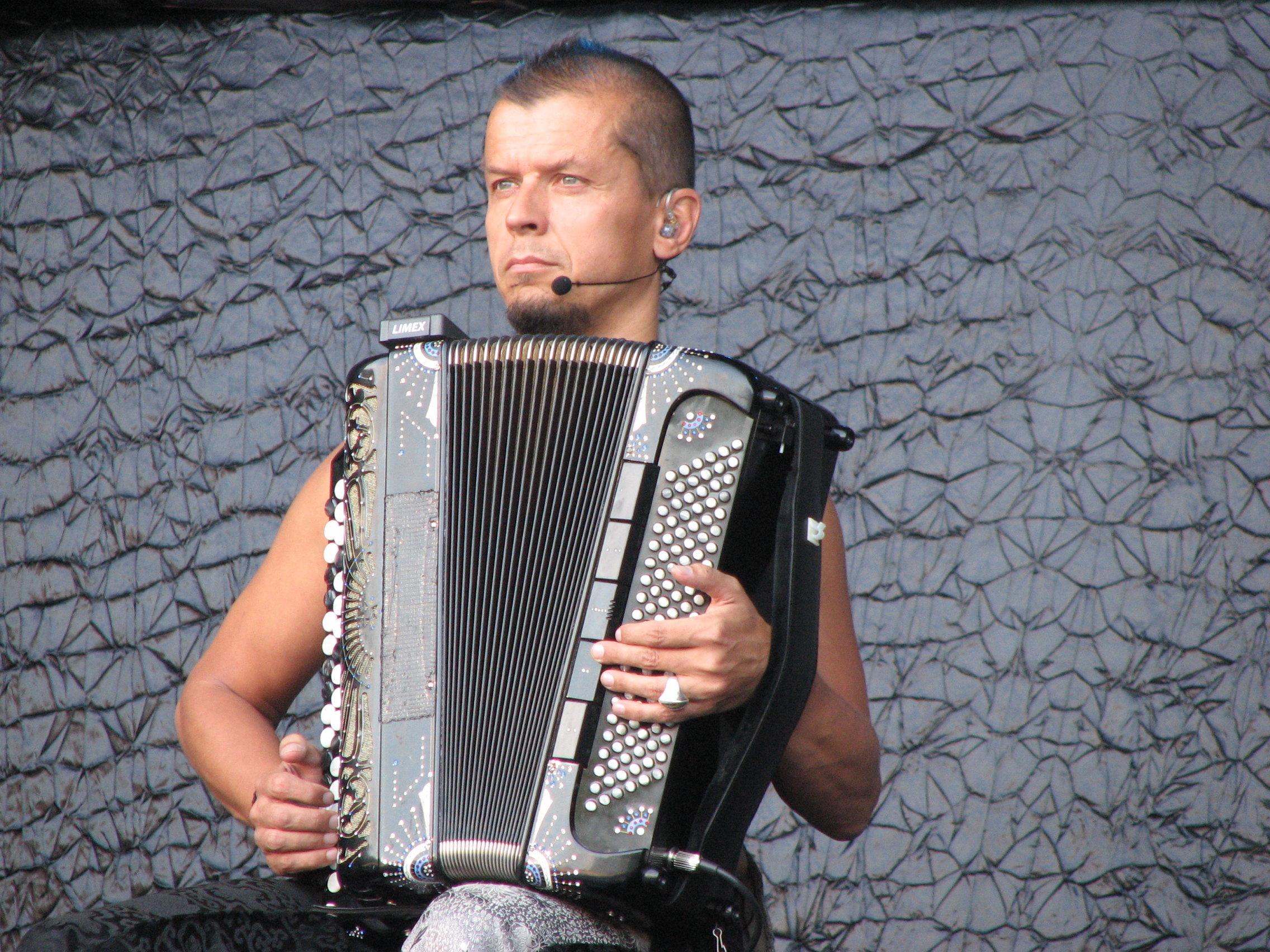
Kimmo Pohjonen (2011)

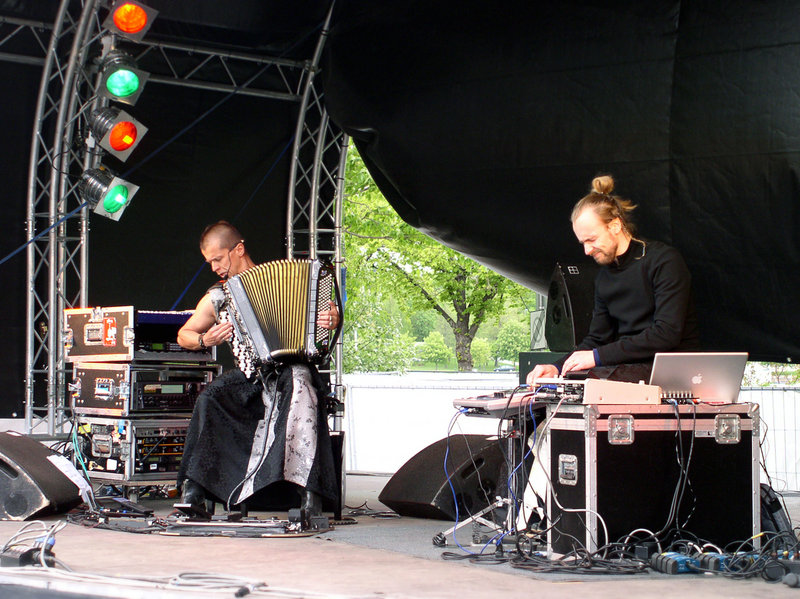
Kluster (Kimmo Pohjonen und Samuli Kosminen)

Kimmo Pohjonen (* 16. August 1964 in Viiala) ist ein finnischer Akkordeon-Virtuose.

## Leben
Sein musikalisches Repertoire umfasst die Bandbreite unterschiedlicher Stilrichtungen wie Volksmusik, Klassik, Rock und Improvisation.
Pohjonen studierte Klassische Musik in Helsinki, experimentierte aber stets mit neuen Klangformen und der Verbindung so unterschiedlicher Stile wie Folk und Techno. Mit der Band Ottopasuuna verschmolz er unter anderem Elemente traditioneller finnischer Volksmusik mit US-amerikanischem Bluegrass.
Insbesondere durch den Einsatz elektronischer Effekte und Samples erweiterte er das Klangspektrum seines Akkordeonspiels auf orchestrale Dimensionen. Durch die Zusammenarbeit mit dem Sampler Samuli Kosminen entstanden die Projekte Kluster und KTU (mit Trey Gunn und Pat Mastelotto). Seine Live-Auftritte gestaltet Pohjonen teilweise als multimediale Bühnen- und Lightshow.
Gemeinsam mit Samuli Kosminen gewann Pohjonen den finnischen Jussi-Filmpreis für die beste Filmmusik 2006 in dem finnischen Film Jade-Krieger. Unter dem Titel Soundbreaker (2012, Deutschland 2014) hat der Regisseur Kimmo Koskela Pohjonens Biografie verfilmt.

## Diskografie
- 1999: Kielo
- 2002: Kluster
- 2002: Kalmuk
- 2004: Iron Lung
- 2005: Uumen (Kimmo Pohjonen / Eric Echampard)
- 2005: 8 Armed Monkey (KTU)
- 2011: Uniko (Kimmo Pohjonen, Samuli Kosminen und Kronos Quartet)
- 2012: Soundbreaker
- 2015: Sensitive Skin